# Ca l'Antoja (Castellcir)
Ca l'Antoja és una masia del terme municipal de Castellcir, a la comarca catalana del Moianès.
Està situada al nord-est del sector central del terme, al nord-est del Carrer de l'Amargura i a prop i al nord de Sant Andreu de Castellcir. És a la dreta de la riera de Castellcir, al peu del camí que mena al Castell de Castellcir. És al costat sud-est de les restes de la masia de Vilacís i de la capella de Sant Miquel d'Argelaguer.
S'hi accedeix per una desviació de la pista rural que mena a Sant Andreu de Castellcir; aquesta pista, que és comuna per als camins del Castell, de Centelles i de Santa Maria, remunta la Riera de Castellcir, i arriba a Ca l'Antoja en poc tros.
Ca l'Antoja, documentat des de 1666, era la casa pairal de Joan Antoja, activista borbònic de Centelles durant la Guerra de Successió. Al segle xvii està també documentada la Caseta de l'Antoja.